# Benary-Reaktion
Die Bénary-Reaktion ist eine Namensreaktion der Organischen Chemie, die erstmals 1909 von Erich Bénary (1881–1941) beschrieben wurde. Dabei werden Ketone von Enaminen mit Grignard-Verbindungen umgesetzt. Es entstehen α,β-ungesättigte Ketone, Aldehyde oder Ester.

## Übersichtsreaktion
Ein Enaminoketon reagiert mit einer Grignard-Verbindung zu einem α,β-ungesättigten Keton:
Der blaue Rest  R  ist dabei ein organischer Alkylrest, zum Beispiel ein Ethylrest.

## Reaktionsmechanismus
Zerong Wang schlägt zwei Mechanismen vor. Im Folgenden werden beide dargestellt, wobei der 1,4-Additions-Eliminierungs-Mechanismus für wahrscheinlicher gehalten wird.

### 1,4-Additions-Eliminierungs-Mechanismus
Im ersten Schritt wird der blaue Alkylrest der Grignard-Verbindung an das positiv polarisierte Kohlenstoffatom des Enaminoketons 1 addiert, wodurch das Magnesium-Enolat 2 entsteht.
Durch die Eliminierung von MgBrNH2 entsteht das α,β-ungesättigte Keton 3.

### 1,2-Additions-Mechanismus
In diesem Fall wird der Alkylrest der Grignard-Verbindung an das positiv polarisierte Carbonylkohlenstoffatom von 1 addiert. Das entstehende Magnesium-Enolat 4 wird anschließend mit Wasser behandelt. Die Protonierung der Hydroxygruppe des entstandenen Aminoenolats 5 ergibt die Bildung des Kations 6.
Auch 6 wird durch Wasser protoniert, wodurch das Oxoniumion 7 entsteht.
Durch anschließende 1,3-Wasserstoffverschiebung entsteht das Kation 8. Zuletzt wird ein Ammoniumkation eliminiert. Dadurch entsteht ein α,β-ungesättigter Aldehyd 9.